# Jornadas Internacionales del Cómic Villa de Avilés
Las Jornadas Internacionales del Cómic Villa de Avilés son un evento de historieta que se celebra anualmente desde 1996, todos los meses de septiembre, en la ciudad de Avilés, patrocinada por su Ayuntamiento. Sus directores son Jorge Iván Argiz, Ángel de la Calle y Germán Menéndez, quienes también colaboran con la Semana Negra de Gijón.

## Trayectoria
La idea de las Jornadas surgió de Jorge Iván Argiz y Andrea Parissi, responsables de los fanzines locales "Dentro de la Viñeta" y "Microphonie".
Durante la Semana Negra de Gijón de 1995, Argiz y Parissi entraron en contacto con Ángel de la Calle, responsable de la sección de cómics de la Semana. Los tres presentaron un proyecto al Ayuntamiento de Avilés, que fue aceptado, y así se celebraron las Primeras Jornadas Internacionales de Cómic Villa de Avilés. En esta primera edición, acudieron Gary Frank y George Pérez por la parte internacional.
Andrea Parissi dejó las Jornadas a partir de la tercera edición, entrando Germán Menéndez en su lugar.
Las XI Jornadas del Cómic Villa de Avilés (2006) estuvieron dedicadas al cómic gay y lésbico, dedicaron exposiciones a la obra de Luis Garcia, Carlos Puerta y Kenny Ruiz, y tuvieron como invitados a Charlie Adlard, Alejandro Barrionuevo,  Eddie Berganza, Alan Davis,  Trevor Hairsine, Phil Jiménez, Kim, Mike McKone, Dean Ormston, Mike Ploog, Arthur Suydam, y Enrique Ventura.

## Características
Las Jornadas se caracterizan por el alto grado de interacción entre autores, periodistas y aficionados, hasta el punto de terminar tradicionalmente con un partido de fútbol en el polideportivo de La Magdalena. Oficialmente constan de tres actividades:
- Cursos de cómic gratuitos, que se desarrollan en el Palacio Campo Sagrado de la Escuela de Arte, y en la que los autores ejercen de profesores.
- Exposiciones de páginas originales de cómic. Suele haber al menos dos en La Casa de Cultura y otra en el Centro Comercial El Atrio.
- Mesas redondas y coloquios con los autores en el salón de actos de la Casa de Cultura. Justo enfrente de la misma, en la plaza de Álvarez Acebal, se instala una carpa para presentar y vender cómics.[1]

Como parte de la fiesta, se conceden unos premios de tinte humorístico:
- Premio George Pérez al Autor Más Molón,
- Premio Ron Garney al Autor Más Guapo
- Premio Birian Azzarello al Autor Más Nocturno[1]

La revista Dolmen, que no las Jornadas, sí entregan unos premios más serios, los denominados Premios de la Crítica, coincidiendo con la clausura de las Jornadas.